# Saint Croix
Saint Croix è un'isola caraibica delle piccole Antille appartenente all'arcipelago delle Isole Vergini Americane, situata a sud-est di Porto Rico; per superficie è la maggior isola dell'arcipelago occupando 214,66 km².

## Clima
È eccellente tutto l'anno, rinfrescato dagli alisei, con temperature che oscillano tra i 24 e i 30 °C.

## Storia
Nel corso della sua storia, quest'isola è stata un possedimento di ben sette diversi stati che se la contesero ripetutamente: Spagna, Regno Unito, Paesi Bassi, Francia, Cavalieri di Malta (Sicilia), Danimarca e infine Stati Uniti.

## Cucina
È ricca di tradizioni dell'Africa e dell'Europa.

## Curiosità
L’isola ha dato i natali a Tim Duncan, ex cestista dei San Antonio Spurs e considerato da molti la migliore ala grande della storia del basket e della NBA.